# Chaetopogon
Chaetopogon is een geslacht uit de grassenfamilie (Poaceae). De soorten van dit geslacht komen voor in Afrika en Europa.

## Soorten
Van het geslacht zijn de volgende soorten bekend:
- Chaetopogon creticus
- Chaetopogon fasciculatus